# Centres Andalusos
Els Centres Andalusos van ser associacions culturals que van existir arreu d'Andalusia, en altres llocs d'Espanya i fins i tot a l'estranger, dedicats a la realització de congressos, conferències, publicacions, exposicions, servei de biblioteca, festes i en general, de qualsevol activitat relacionada amb la difusió de l'andalusisme. El primer Centre Andalús va ser inaugurat el 22 d'octubre de 1916 a Sevilla, amb una conferència de Blas Infante. Foren els impulsors també de l'Assemblea de Ronda de 1918. Tots els centres a Espanya van ser clausurats amb la instauració de la Dictadura de Primo de Rivera, però encara queden alguns oberts a l'estranger.
Entre unes altres, els Centres Andalusos van editar les revistes Bética i Andalucistas. El seu relleu fou recollit per la Junta Liberalista d'Andalusia.